# Gene Barry
Gene Barry, ursprungligen Eugene Klass, född 14 juni 1919 i New York i New York, död 9 december 2009 i Los Angeles, var en amerikansk skådespelare. 

## Filmografi i urval
- 1953 - Världarnas krig
- 1955–1958 - Alfred Hitchcock presenterar (TV-serie)
- 1958–1961 - Bat Masterson (TV-serie)
- 1963–1966 - Burke's Law (TV-serie)
- 1968 - Columbo (TV-serie)
- 1968 – Subterfuge
- 1977 - Charlies änglar (TV-serie)
- 1987 - Perry Mason (TV-serie)
- 1987 - The Twilight Zone (TV-serie)
- 1989 - Gott nytt år! (TV-film)
- 1989 - Mord och inga visor (TV-serie)
- 1994–1995 – Mord, mina herrar (TV-serie)
- 2001 - These Old Broads (TV-film)
- 2005 - Världarnas krig